# Castel Sant'Elia
Castel Sant'Elia es una localidad y comune italiana de la provincia de Viterbo, región de Lacio, con 2.528 habitantes.

## Evolución demográfica
| Gráfica de evolución demográfica de Castel Sant'Elia entre 1861 y 2001 |
|                                                                        |
| Fuente ISTAT - elaboración gráfica de Wikipedia                        |